# La cumbia del coronavirus
«La cumbia del coronavirus» es una canción de 2020 interpretada por el mexicano Iván Montemayor, más conocido como Mister Cumbia, un cantante que se dedica a crear canciones de temas virales.
La canción alcanzó las primeras posiciones en México, el número uno en España y el cuarto a nivel mundial en la categoría de Las 50 canciones más virales de Spotify.

## Descripción
La canción, del género cumbia, fue compuesta a inicios de 2020, y trata sobre el origen del virus SARS-CoV-2 y algunas recomendaciones sanitarias básicas para evitar su contagio y propagación. Se hizo viral en Latinoamérica y en redes sociales a raíz de la pandemia de COVID-19 de 2020.

## Videoclip
El vídeo musical fue estrenado en YouTube a inicios de 2020. En él se pueden ver una sucesión de memes de internet relacionados con el coronavirus, así como cervezas Coronita e imágenes de dibujos animados, como Los Simpson y Bob Esponja.

## Versiones
El mismo autor, Mister Cumbia, realizó tres nuevas versiones: «El reguetón del coronavirus» «El huapango del coronavirus» y «Coronavirus Remix», los cuales tienen diferentes géneros del original. Asimismo, Mister Cumbia se inspiró en «La cumbia del coronavirus» para hacer «La cumbia del COVID-19», el cual tiene una melodía y letra parecida.